# Plaesius planulus
Plaesius planulus är en skalbaggsart som beskrevs av Lewis 1879. Plaesius planulus ingår i släktet Plaesius och familjen stumpbaggar. Inga underarter finns listade i Catalogue of Life.